# لیری (جورجیا)
لیری، جورجیا (به انگلیسی: Leary, Georgia) یک شهر در ایالات متحده آمریکا با جمعیت ۶۶۶ نفر است که در جورجیا واقع شده‌است.

## موقعیت جغرافیایی
موقعیت جغرافیایی شهرها و مناطق اطراف به شرح زیر است: